# Akkuschrauberrennen
Bei einem Akkuschrauberrennen fahren Fahrzeuge gegeneinander, die von einem oder mehreren Akkuschraubern angetrieben werden und auf denen mindestens ein Mensch fahren kann.

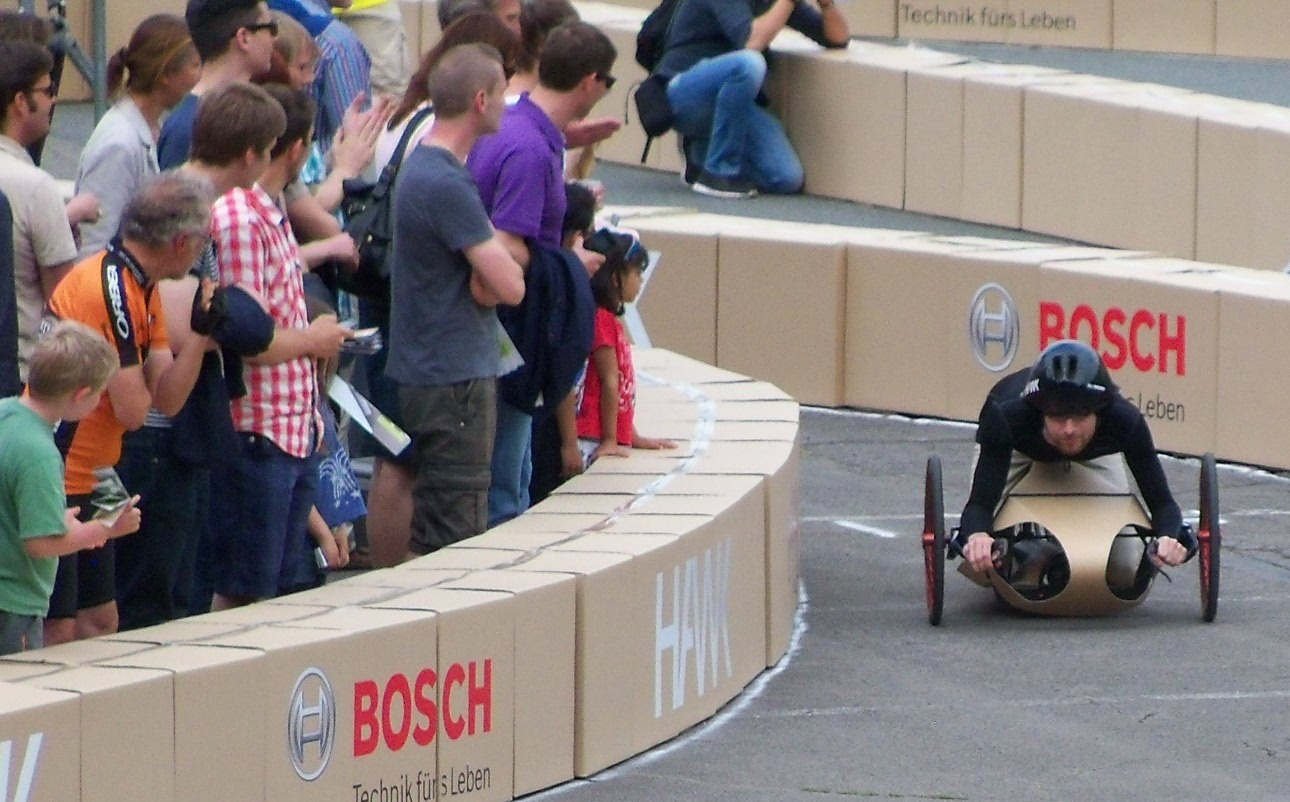
Szene von 2013

## Geschichte
Das Akkuschrauberrennen wurde von Andreas Schulz, Professor für Produktdesign an der Fakultät Gestaltung der HAWK Fachhochschule Hildesheim/Holzminden/Göttingen, erfunden. Das erste Rennen – ausschließlich unter Studierenden der HAWK – fand am 4. Juni 2003 und seitdem jährlich statt. 2006 beteiligte sich erstmals Barbara Kotte, ebenfalls Professorin an der Fakultät Gestaltung der HAWK, mit an der Ausrichtung der Veranstaltung. Das Rennen wurde zudem für Studenten anderer Hochschulen geöffnet und einer breiteren Öffentlichkeit bekannt. Seit 2009 ist Bosch Power Tools Hauptsponsor des Rennens. Das Akkuschrauberrennen findet mittlerweile Nachahmer außerhalb der HAWK.

## Vorbilder
Vorbild für den Kreativwettbewerb war der von Richard Sapper, ehemaliger Professor für Produktdesign an der Staatlichen Akademie der Bildenden Künste Stuttgart, durchgeführte Rubber Cup, ein jährlich in Stuttgart stattfindender Wettbewerb, bei dem gummigetriebene Fahrzeuge gegeneinander antreten, eine möglichst große Distanz zurückzulegen.

## Reglement
Beim Akkuschrauberrennen geht es darum, dass Fahrzeuge, die von einem einheitlichen, handelsüblichen Akku-Bohrschrauber angetrieben werden und auf denen eine Person fahren kann, gegeneinander antreten. Der Antrieb des Akku-Bohrschraubers mit 18 Volt und rund 41 Ampere entwickelt eine Leistung von etwa 740 Watt oder einer Pferdestärke (PS). Die Kapazität des Akkus beträgt 1,5 Ah. Teilnehmen können alle Studierenden von Designhochschulen. Ein Team sollte aus bis zu fünf Studierenden bestehen, pro Hochschule dürfen nicht mehr als zwei Teams teilnehmen. Das Fahrzeug darf kein Einspurfahrzeug sein. Der Akkuschrauber darf nicht verändert werden.
Bei dem Rennen geht es nicht nur um Geschwindigkeit, es werden auch andere Kriterien bewertet.
Häufig wurde vorgegeben eine ungewöhnliche Lösung in Leichtbau zu zeigen. Jedes Gefährt wird vor dem Rennen gewogen. Das Richtgewicht für den Fahrer liegt bei 70 kg. Wenn ein Fahrer weniger wiegt, werden entsprechende Gewichte zum Ausgleich an Bauch und Rücken des Fahrers befestigt. Die Geschwindigkeit wird im ovalen Parcours gemessen, die gestalterische und technische Umsetzung wird von einer Fachjury beurteilt.
2018 war das vorgegebene Motto „Out of the Box“, bei dem die Teilnehmer ein fahrtüchtiges Gefährt aus einer Kiste mit den Maßen 78 × 52 × 30 cm zusammenbauen mussten.
Beim Start können die Fahrzeuge über 5 m von einem anderen Teammitglied angeschoben werden. Der Akkuschrauber muss zuvor direkt an der Startlinie eingebaut werden. Während des Rennens darf der Akku einmal gewechselt werden. Der Fahrer muss einen Helm tragen.

## Gewinner
- 2003: Team V12
- 2004: Team Les Dieux de fig. fam.
- 2005: Team M58 WG
- 2006: Team 30+ (HAWK Hildesheim)
- 2007: Team Fahrstuhl (HAWK Hildesheim)
- 2009: Team Windstärke 18V (FH OOW Emden)[5]
- 2011: Team BÄÄÄÄMden (Hochschule Emden-Leer)
- 2013: Team Papercut (Hochschule Emden-Leer)[6]
- 2016: Team Screwdriver (Ostfalia Hochschule)[7]
- 2018:[4]
  - Kategorie Karacho: Team Fast & Frisian (Hochschule Emden Leer)
  - Kategorie Pracht: Team Rayo (Universidad el Bosque, Kolumbien)
  - Kategorie Kniff: Team HAWKUS POKUS (HAWK Hildesheim)
  - Kategorie Verwandlung: Team Movve (Franz-Jürgens-Berufskolleg Düsseldorf)